# Abd as-Sattar Abu Risza
Szejk Abd as-Sattar Abu Risza (ur. 1972, zm. 13 września 2007 w Ramadi) – jeden z liderów plemiennych arabskich sunnitów w Iraku.
Był przywódcą zawiązanej wiosną 2007 r. Rady Obrony Prowincji Al-Anbar, która stanowiła formalny sojusz plemion sunnickich z Amerykanami w walce z siatką terrorystyczną Al-Kaidy. Na początku września 2007 r., uczestniczył w spotkaniu z prezydentem USA George'em Bushem, który gościł w Iraku. Zginął 13 września w eksplozji obok swojego domu. Tuż przed śmiercią przyjmował okoliczną biedotę podczas uroczystości związanych z rozpoczęciem ramadanu. Do zamachu przyznała się na używanym przez siebie portalu internetowym Organizacja Islamskie Państwo w Iraku. 